# Калабан, Умар
Ума́р Калаба́н (фр. Oumar Kalabane; род. 8 апреля 1981 года, Конакри, Гвинея) — гвинейский футболист, игравший на позиции защитника. Выступал в сборной Гвинеи.

## Клубная карьера
Профессиональную карьеру начал в клубе «Ирондель де Конакри» из родного города.
Затем провёл 6 лет в Тунисе, где защищал цвета команд «Этуаль дю Сахель» и «Этуаль Бени Халлед».
В 2005 году подписал контракт с клубом высшей лиги чемпионата Франции «Осер». 9 месяцев был игроком дубля, после чего начал выходить на замены в основном составе. Провёл 8 игр в сезоне 2005/06 и 12 игр в сезоне 2006/07 (в чемпионатах страны). Сыграл 6 матчей в Кубке УЕФА.
В январе 2007 года был куплен за 2 миллиона евро турецким клубом высшей лиги чемпионата Турции «Манисаспор», подписав с ним контракт на 3 года. Дебют состоялся 11 февраля в матче против «Галатасарая», который был проигран со счётом 0:4. Всего в сезоне провёл 4 игры, выходя на поле с первых минут. Команда финишировала 12-й.
В сезоне 2007/08 Умар постоянно выходил в основном составе. 19 августа забил второй гол в ворота «Анкараспора», ставший победным для его команды. «Манисаспор» вылетел из высшей лиги, заняв 16-е место.
В сезоне 2008/09 команда стала чемпионом первой лиги и вернулась в Суперлигу. Умар практически постоянно выходил в основном составе клуба. 15 марта ему удалось открыть счёт в матче против «Сакарьяспора», завершившимся 2:2.
В следующем сезоне команда смогла закрепиться в высшей лиге. Калабан вновь забил 1 гол. Это случилось 13 декабря в игре против «Бешикташа» (итоговый счёт — 1:1). Также, «Манисаспор» дошёл до полуфинала кубка Турции. В первом матче полуфинала Умар стал антигероем встречи, получив на 78-й минуте вторую жёлтую карточку. «Фенербахче» победил 2:0. Ответный матч закончился вничью 1:1.

## Карьера в сборной
Умар Калабан в составе сборной Гвинеи выступал в финальных раундах Кубка африканских наций 2006 и 2008 годов. Оба раза команда выходила в четвертьфинал турнира. В 2008 году Умар отметился голом в ворота сборной Ганы.

## Достижения
- Победитель Первой лиги Турции сезона 2008/09